# Fulad Shahr
Fūlād Shahr o Folad Shahr (farsi فولادشهر, "città dell'acciaio") è una città dello shahrestān di Lenjan, circoscrizione Centrale, nella Provincia di Esfahan. Aveva, nel 2006, una popolazione di 55.496 abitanti. È sorta ai tempi di Reza Shah Pahlavi per ospitare gli operai dell'acciaieria Zob Ahan (Esfahan Steel Company).